# Saint-Christol (Ardèche)
Pour les articles homonymes, voir Saint-Christol.
Saint-Christol est une commune française, située dans le département de l'Ardèche en région Auvergne-Rhône-Alpes.
Petit village situé en zone de moyenne montagne, ses habitants sont appelés les Saint-Christolais.

## Géographie

### Situation et description
Le village, à l'aspect essentiellement rural, se situe sur le plateau ardéchois au pied des monts du Vivarais. L'ensemble du territoire est localisé en zone de moyenne montagne, dans la partie du Massif central appelée Haut-Vivarais. Positionné au nord de l'agglomération de Privas, il s'est organisé dans la vallée du Talaron, au cœur du parc naturel régional des Monts d'Ardèche.

### Climat
Pour des articles plus généraux, voir Climat d'Auvergne-Rhône-Alpes et Climat de l'Ardèche.
En 2010, le climat de la commune est de type climat méditerranéen franc, selon une étude du CNRS s'appuyant sur une série de données couvrant la période 1971-2000. En 2020, Météo-France publie une typologie des climats de la France métropolitaine dans laquelle la commune est exposée à un climat de montagne ou de marges de montagne et est dans la région climatique Sud-est du Massif Central, caractérisée par une pluviométrie annuelle de 1 000 à 1 500 mm, minimale en été, maximale en automne.
Pour la période 1971-2000, la température annuelle moyenne est de 10,3 °C, avec une amplitude thermique annuelle de 16,8 °C. Le cumul annuel moyen de précipitations est de 1 483 mm, avec 8,6 jours de précipitations en janvier et 5,7 jours en juillet. Pour la période 1991-2020, la température moyenne annuelle observée sur la station météorologique de Météo-France la plus proche, « Cheylard Sa », sur la commune du Cheylard à 4 km à vol d'oiseau, est de 12,2 °C et le cumul annuel moyen de précipitations est de 1 178,7 mm,. Pour l'avenir, les paramètres climatiques de la commune estimés pour 2050 selon différents scénarios d'émission de gaz à effet de serre sont consultables sur un site dédié publié par Météo-France en novembre 2022.

### Hydrographie
Le territoire de la commune est traversé par le Talaron, un affluent de l'Eyrieux.

### Voies de communication
Le territoire de la commune est traversé par la route départementale 277 (RD277) qui la relie à la RD264.

## Urbanisme

### Typologie
Au 1er janvier 2024, Saint-Christol est catégorisée commune rurale à habitat très dispersé, selon la nouvelle grille communale de densité à 7 niveaux définie par l'Insee en 2022.
Elle est située hors unité urbaine. Par ailleurs la commune fait partie de l'aire d'attraction du Cheylard, dont elle est une commune de la couronne,. Cette aire, qui regroupe 20 communes, est catégorisée dans les aires de moins de 50 000 habitants,.

### Occupation des sols
L'occupation des sols de la commune, telle qu'elle ressort de la base de données européenne d’occupation biophysique des sols Corine Land Cover (CLC), est marquée par l'importance des forêts et milieux semi-naturels (89,3 % en 2018), une proportion sensiblement équivalente à celle de 1990 (89,5 %). La répartition détaillée en 2018 est la suivante : forêts (77,8 %), milieux à végétation arbustive et/ou herbacée (11,5 %), prairies (8,7 %), zones agricoles hétérogènes (2,1 %).
L'évolution de l’occupation des sols de la commune et de ses infrastructures peut être observée sur les différentes représentations cartographiques du territoire : la carte de Cassini (XVIIIe siècle), la carte d'état-major (1820-1866) et les cartes ou photos aériennes de l'IGN pour la période actuelle (1950 à aujourd'hui).

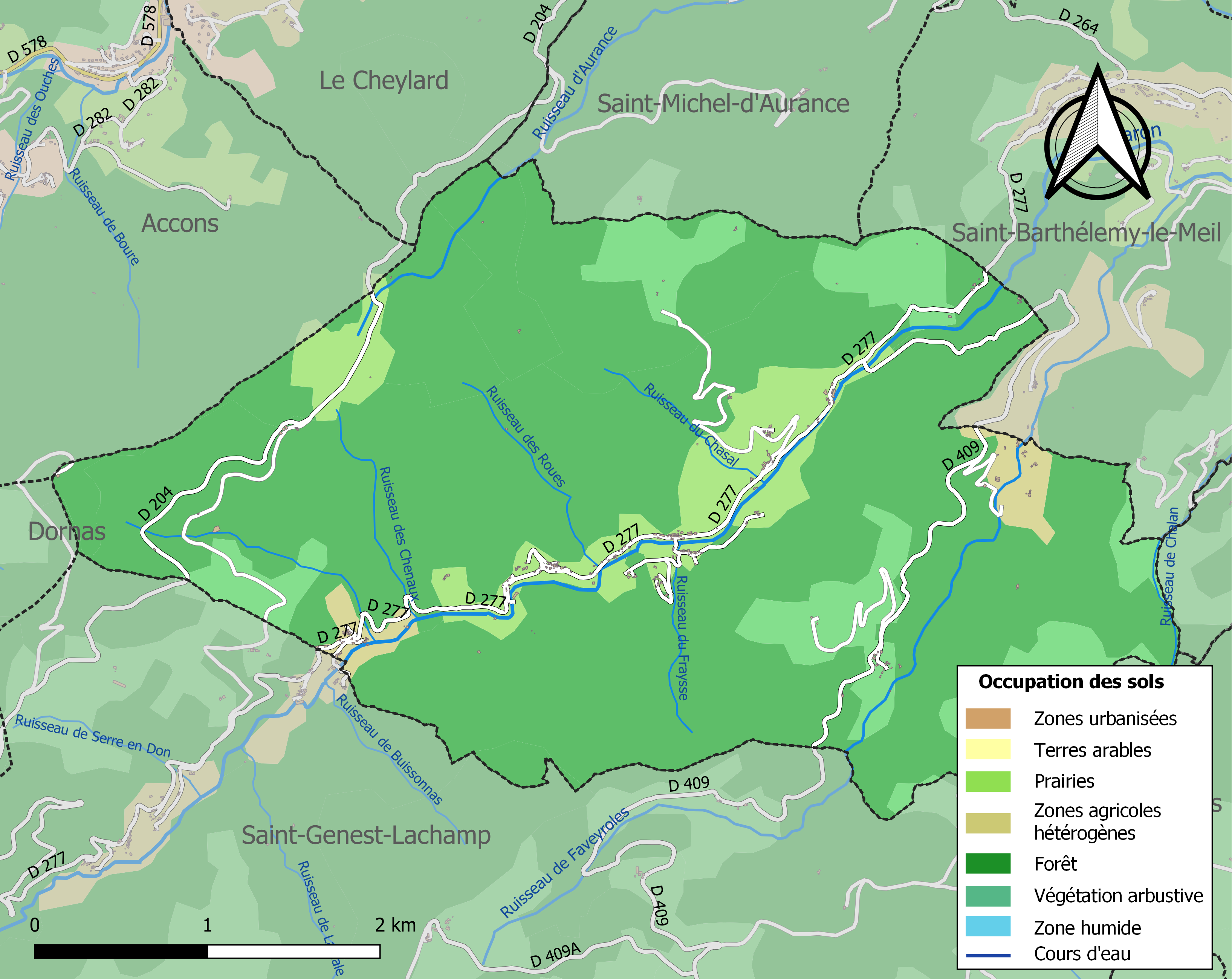
Carte des infrastructures et de l'occupation des sols de la commune en 2018 (CLC).

### Risques naturels

#### Risques sismiques
La totalité du territoire de la commune de Saint-Cristol est située en zone de sismicité no 2 (sur une échelle de 5), comme la plupart des communes situées sur le plateau et la montagne ardéchoise.
| Type de zone | Niveau           | Définitions (bâtiment à risque normal) |
| ------------ | ---------------- | -------------------------------------- |
| Zone 2       | Sismicité faible | accélération = 1,1 m/s2                |

### Voies de communication
Le territoire communal est situé à l'écart des grands axes de communication. Le bourg central est cependant relié aux communes de Mézilhac et de Saint-Barthélémy-le-Meil par la RD277.

### Lieux-dits, hameaux et écarts
- Chirouze, verger conservatoire abritant plusieurs variétés anciennes d'arbres fruitiers, tels que pommiers, poiriers ou encore cerisiers.
- Écharlives, four
- la Fauritte, moulin
- Gourdolives, moulin
- le Roure, four
- la Théoule, four, moulin
- hameaux de Vergne

## Histoire
- Au XVIIe siècle, la commune a subi les exactions des Dragonnades.
- Lors de la guerre de 1914-1918, 55 habitants de la commune ont trouvé la mort.
- Autour des hameaux de Vergne, un terrain de parachutage répondant au nom de code Afficheur a servi en 1944 à la Résistance[14].

### Administration municipale

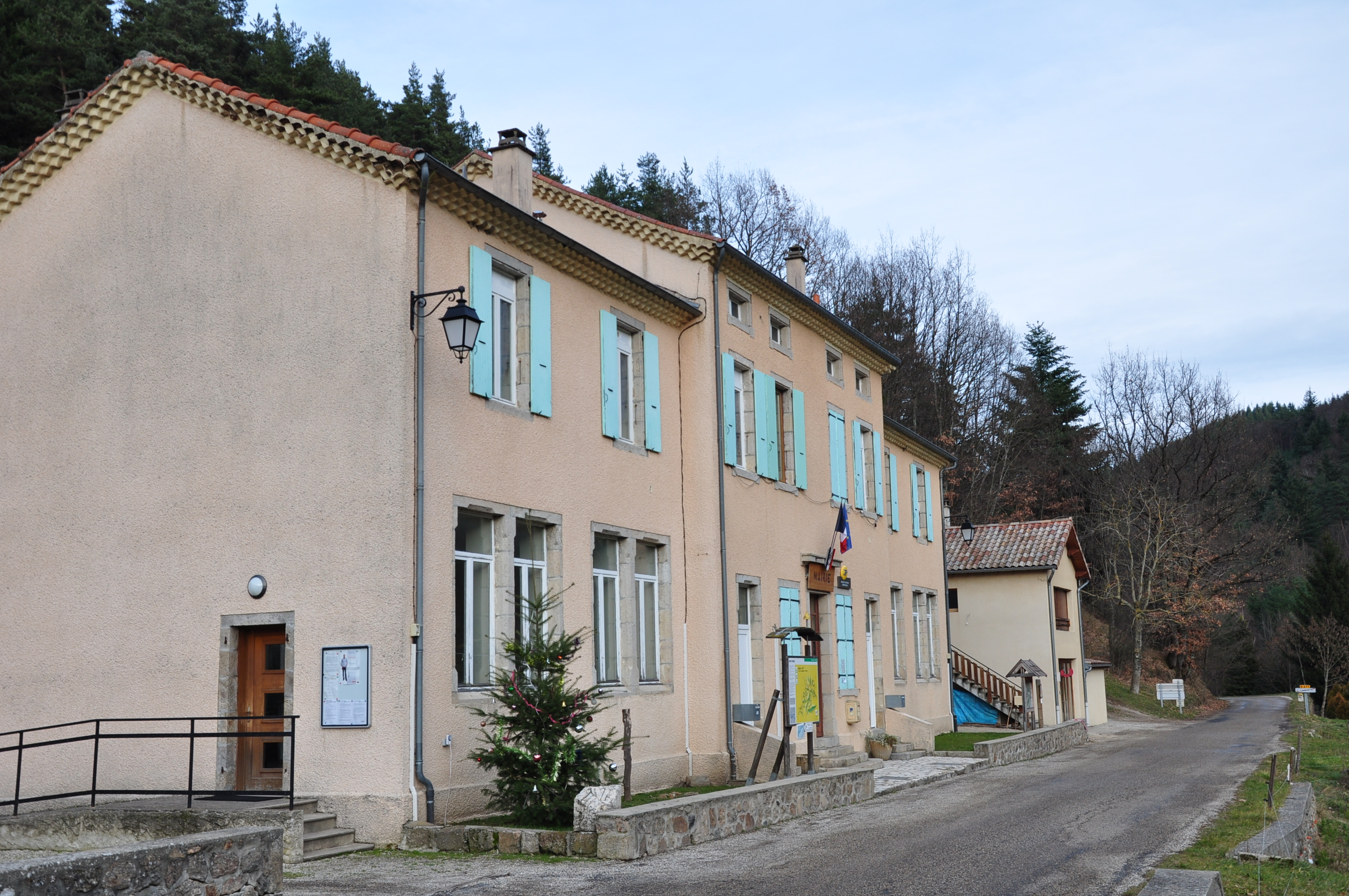
Mairie de Saint-Christol.

## Politique et administration

### Liste des maires
| Période                                  | Période                   | Identité                     | Étiquette | Qualité |
| ---------------------------------------- | ------------------------- | ---------------------------- | --------- | ------- |
| Les données manquantes sont à compléter. |                           |                              |           |         |
| 1806                                     | 1816                      | Jean-Louis Avenas            |           |         |
| 1816                                     | 1828                      |                              |           |         |
| 1828                                     | 1848                      | Gleise Jean-Pierre Avenas    |           |         |
| 1848                                     | août 1852                 | Jean-Pierre Soullier         |           |         |
| août 1852                                | novembre 1859             | Jean-Pierre Ladreyt          |           |         |
| novembre 1859                            | août 1865                 | Jean-Pierre Alphonse Ladreyt |           |         |
| août 1865                                | janvier 1878              | Jean-Pierre Ladreyt          |           |         |
| janvier 1878                             | mai 1884                  | Gleise Jules Avenas          |           |         |
| mai 1884                                 | novembre 1895             | Léon Soullier                |           |         |
| novembre 1895                            | mai 1900                  | Émile Jouanard               |           |         |
| mai 1900                                 | décembre 1919             | Ferdinand Mandon             |           |         |
| décembre 1919                            | mai 1935                  | Émile Hubac                  |           |         |
| mai 1935                                 | avril 1941                | Louis Batail                 |           |         |
| avril 1941                               | avril 1944                | David Charrière              |           |         |
| avril 1944                               | septembre 1944            | Gabriel Nury                 |           |         |
| septembre 1944                           | octobre 1947              | Louis Dousson                |           |         |
| octobre 1947                             | mai 1953                  | René Dousson                 |           |         |
| mai 1953                                 | février 1967              | Jean Coulomb                 |           |         |
| février 1967                             | juin 1995                 | Yvette Blachier              |           |         |
| juin 1995                                | mars 2008                 | Richard Hubac                | PCF       |         |
| mars 2008                                | 2014                      | Marc Chouteau                |           |         |
| 2014                                     | 31 décembre 2015          | Philippe Legros              | SE        | Artisan |
| février 2016                             | En cours (au 6 août 2020) | Nicolas Freydier,            |           |         |

## Population et société

### Démographie
L'évolution du nombre d'habitants est connue à travers les recensements de la population effectués dans la commune depuis 1793. Pour les communes de moins de 10 000 habitants, une enquête de recensement portant sur toute la population est réalisée tous les cinq ans, les populations de référence des années intermédiaires étant quant à elles estimées par interpolation ou extrapolation. Pour la commune, le premier recensement exhaustif entrant dans le cadre du nouveau dispositif a été réalisé en 2004.

En 2022, la commune comptait 100 habitants, en évolution de −0,99 % par rapport à 2016 (Ardèche : +2,48 %, France hors Mayotte : +2,11 %).
| 1793 | 1800 | 1806 | 1821 | 1831 | 1836 | 1841 | 1846 | 1851 |
| ---- | ---- | ---- | ---- | ---- | ---- | ---- | ---- | ---- |
| 763  | 520  | 742  | 820  | 834  | 859  | 823  | 922  | 982  |

| 1856 | 1861 | 1866 | 1872 | 1876 | 1881 | 1886 | 1891 | 1896 |
| ---- | ---- | ---- | ---- | ---- | ---- | ---- | ---- | ---- |
| 930  | 988  | 937  | 871  | 834  | 850  | 852  | 844  | 857  |

| 1901 | 1906 | 1911 | 1921 | 1926 | 1931 | 1936 | 1946 | 1954 |
| ---- | ---- | ---- | ---- | ---- | ---- | ---- | ---- | ---- |
| 856  | 902  | 773  | 629  | 613  | 528  | 527  | 442  | 334  |

| 1962 | 1968 | 1975 | 1982 | 1990 | 1999 | 2004 | 2006 | 2009 |
| ---- | ---- | ---- | ---- | ---- | ---- | ---- | ---- | ---- |
| 248  | 216  | 174  | 145  | 116  | 92   | 99   | 98   | 112  |

| 2014 | 2019 | 2022 | - | - | - | - | - | - |
| ---- | ---- | ---- | - | - | - | - | - | - |
| 101  | 107  | 100  | - | - | - | - | - | - |

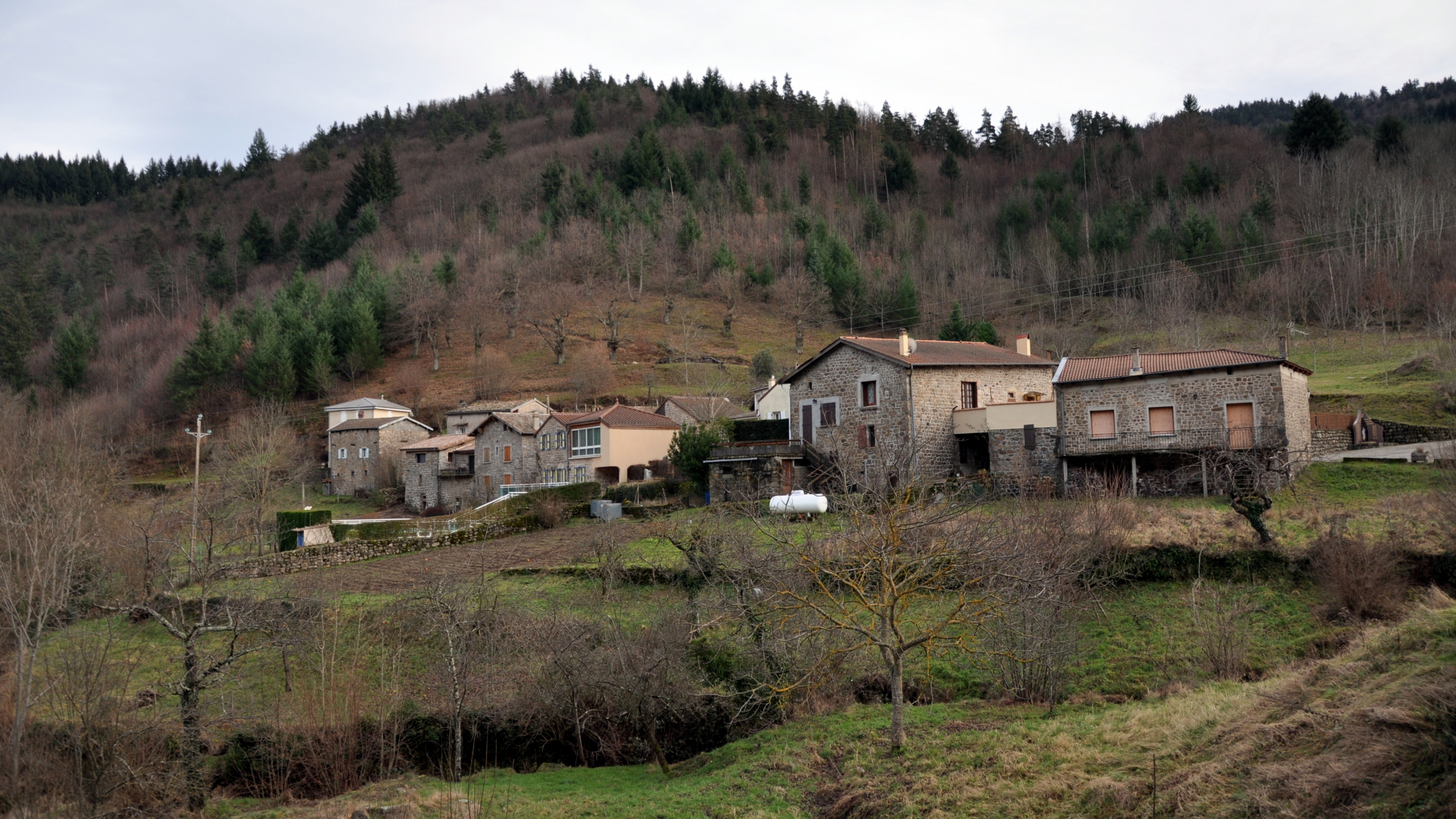
Saint-Christol depuis la D 277.

Le nombre de logements est de 136 dont 51 résidences principales et 80 résidences secondaires.

### Enseignement
La commune est rattachée à l'académie de Grenoble.

### Médias
Deux organes de presse écrite de niveau régional sont distribués dans la commune :
- L'Hebdo de l'Ardèche, journal hebdomadaire français basé à Valence et diffusé à Privas depuis 1999. Il couvre l'actualité pour tout le département de l'Ardèche ;
- Le Dauphiné libéré, journal quotidien de la presse écrite française régionale distribué dans la plupart des départements de l'ancienne région Rhône-Alpes, notamment l'Ardèche. La commune est située dans la zone d'édition du Nord-Ardèche (Annonay - Le Cheylard).

### Cultes

#### Culte catholique
La communauté catholique et l'église de Saint-Christol (propriété de la commune) dépendent de la paroisse Notre-Dame des Boutières, elle-même rattachée au diocèse de Viviers.

#### Culte protestant
La commune héberge un temple de culte protestant.

## Économie
- Agriculture
- Tourisme, quelques gites ruraux et chambres d'hôtes.

## Culture et patrimoine

### Lieux et monuments
- Le temple protestant est une ancienne église de construction antérieure au XVe siècle concédée aux protestants en 1807 par Napoléon Ier. La cloche date de 1685.
- Château de Mirabel au style architectural du XVIIIe siècle mais avec des fondations plus anciennes.
- Le chemin des Cinq-Sens, conçu par le plasticien Guy Chambon sur le thème de l'art, de la nature, du fantastique et merveilleux, site du chemin des cinq sens[23].
- Église Saint-Christophe de Saint-Christol.

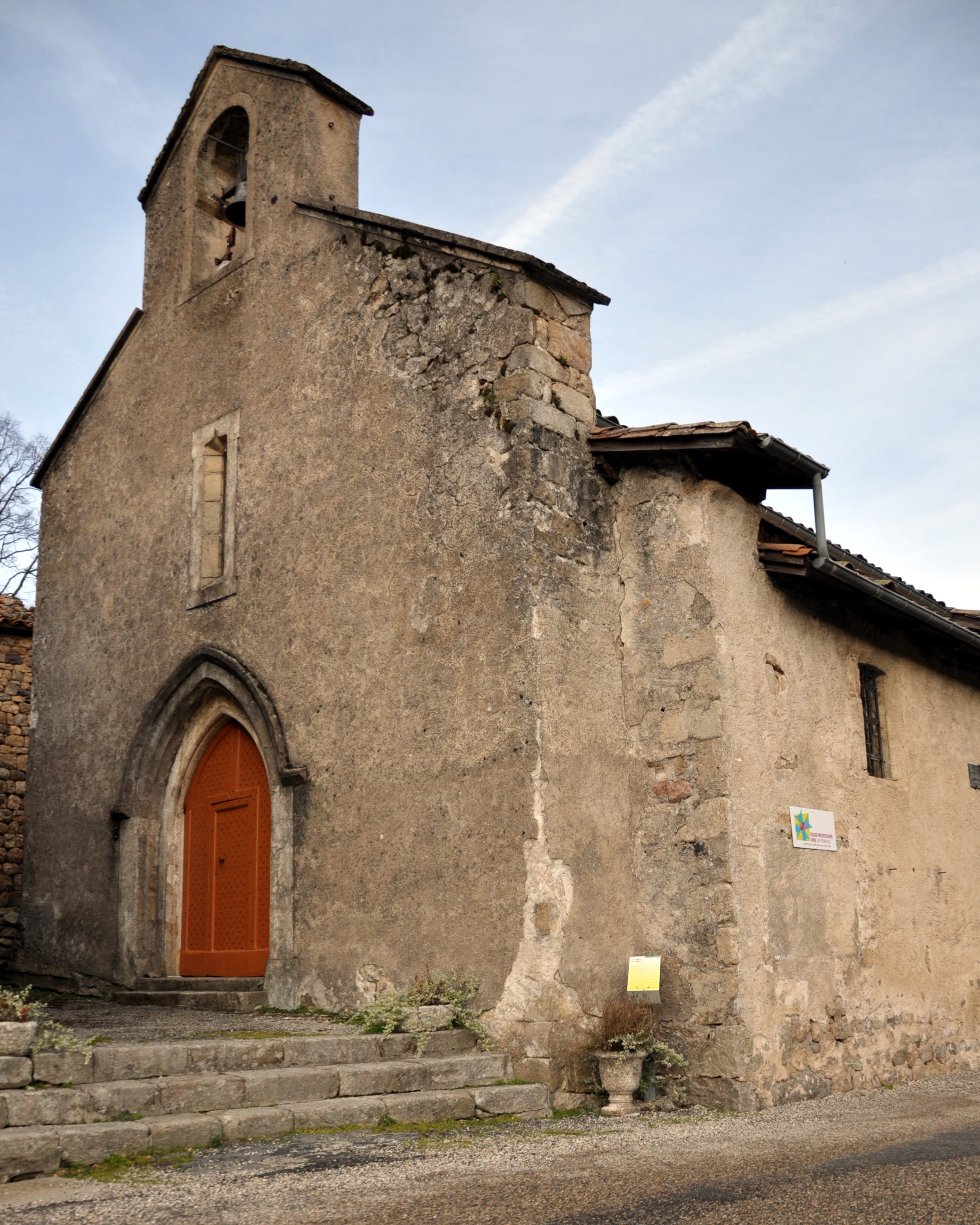
Temple de Saint-Christol.
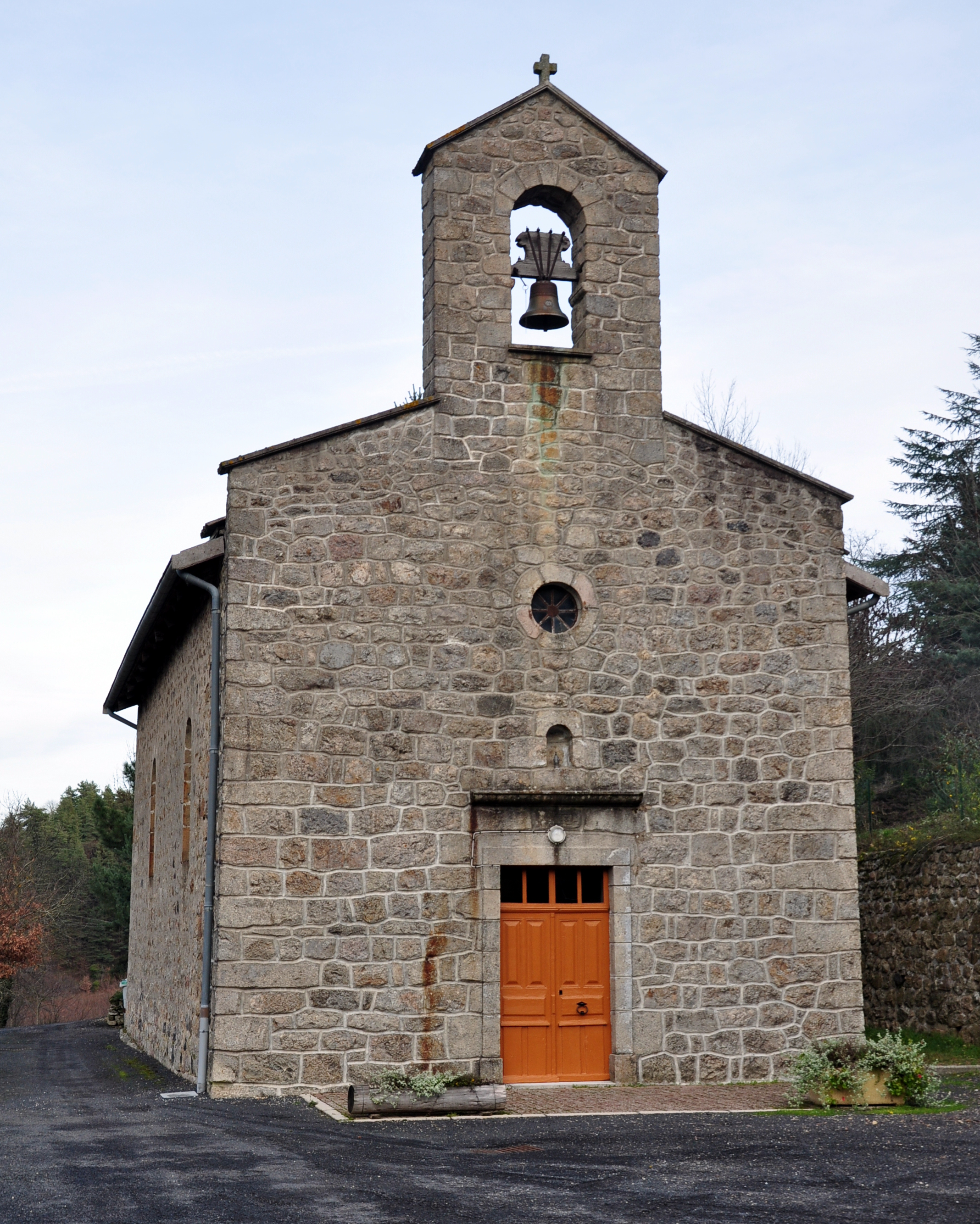
Église de Saint-Christol.
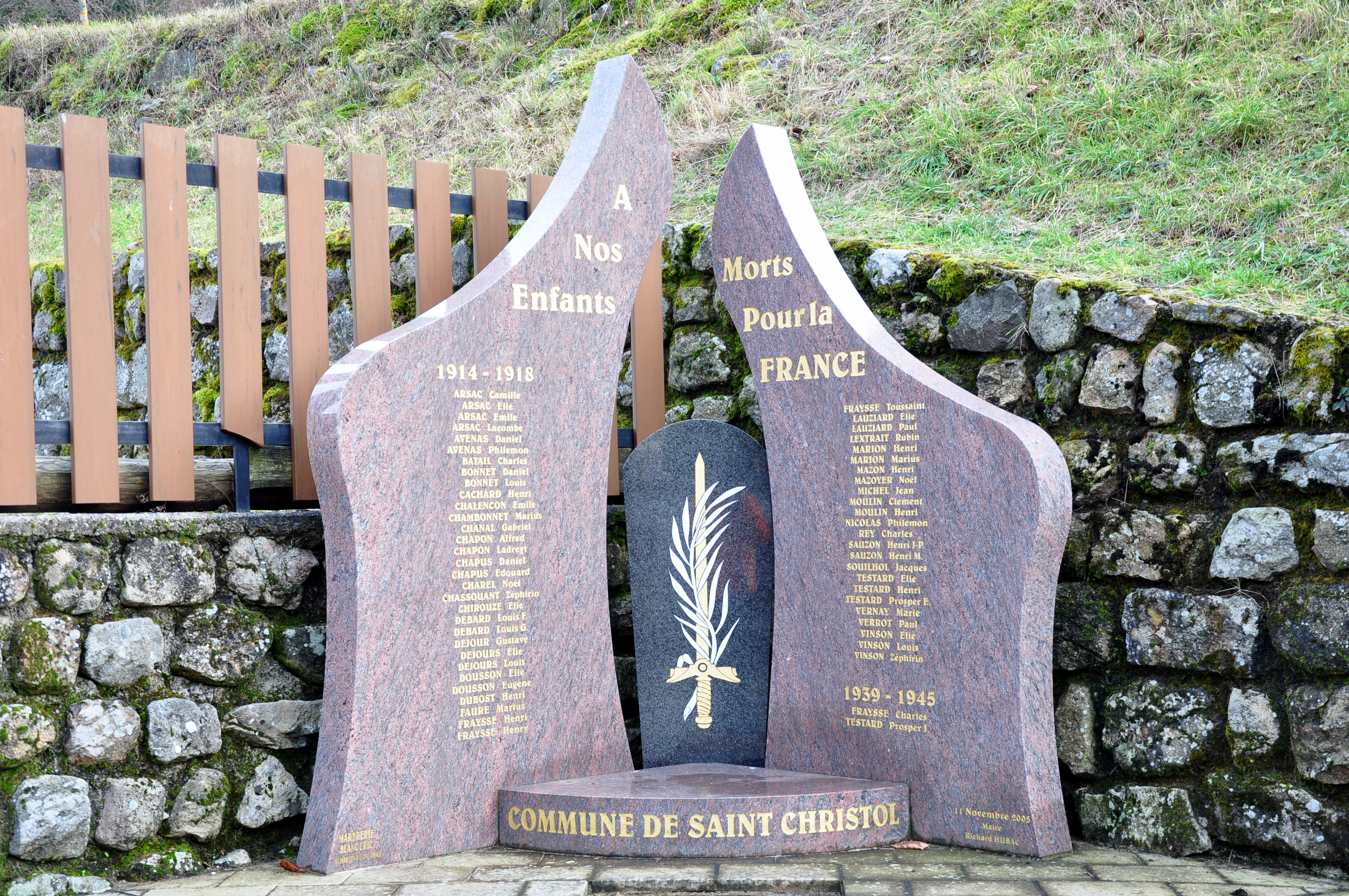
Monument aux morts de Saint-Christol.
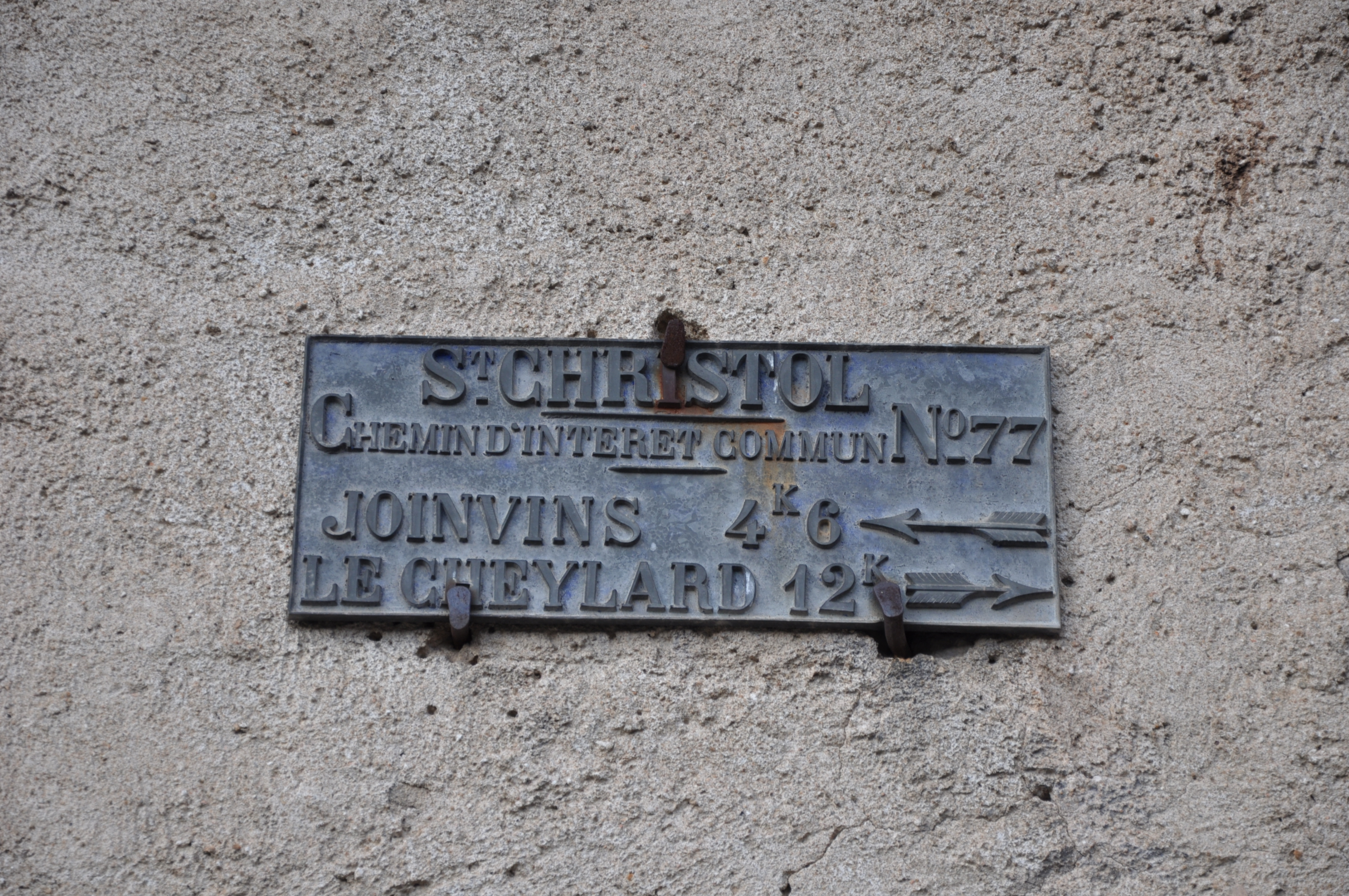
Plaque d'indication à Saint-Christol.

### Patrimoine naturel

#### Faune
- nombreuses espèces d’oiseaux :  geai des chênes, buse, pic-vert, pic épeiche, cincle plongeur, héron cendré, bergeronnette des ruisseaux, mésange bleue ou noire, mésange nonnette, troglodyte mignon, épervier…
- sangliers, chevreuils…

#### Flore
- Les terres abandonnées par l'agriculture sont colonisées par les landes à genêts, les pins sylvestres, les frênes, les merisiers...

### Personnalités liées à la commune
- François Jérôme Riffard de Saint-Martin (1744-1814), natif, député de 1789 à 1814[24].

### Héraldique
|  | Saint-Christol (Ardèche) possède des armoiries dont l'origine et le blasonnement exact ne sont pas disponibles. |